# Johann Jacob Löwe
Johann Jacob Löwe (Wenen, 31 juli 1629 - Lüneburg, september 1703) was een Duitse barokcomponist en kapelmeester.

## Levensloop
Löwe werd in Wenen geboren als zoon van een diplomaat uit Saksen. Zijn eerste muzieklessen zal hij aan het Weense hof hebben gekregen.
In 1652 vertrok Löwe naar Dresden, waar hij mogelijk muziekles volgde bij de componist Heinrich Schütz. Drie jaar later werd hij op voorspraak van Schütz hofkapelmeester in Wolfenbüttel, bij hertog August de Jonge.
In 1663 werd Löwe hofkapelmeester in Zeitz, opnieuw op voorspraak van Heinrich Schütz, die hier net in kasteel Moritzburg een nieuwe hofkapel had opgezet voor hertog Maurits van Saksen-Zeitz. Als concertmeester was Clemens Thieme aangetrokken, eveneens op voorspraak van Schütz. Dit bleek echter geen gelukkige combinatie, want Löwe en Thieme lagen regelmatig met elkaar overhoop. De samenwerking verliep uiteindelijk dermate problematisch, dat Löwe in 1665 weer vertrok uit Zeitz. Thieme volgde hem vervolgens op als kapelmeester.
In de hiernavolgende jaren had Löwe waarschijnlijk geen vaste aanstellingen meer. Pas in 1682 volgde weer een vaste dienstbetrekking toen Löwe werd aangenomen als organist van de Sankt Nicolai in Lüneburg.
Mogelijk heeft Löwe de jonge Johann Sebastian Bach leren kennen toen deze in Lüneburg verbleef.

## Werken
Aan het Weense hof was de Italiaanse muziekstijl populair en Löwe is dan ook door deze muziekstijl beïnvloed. Deze invloed is goed herkenbaar in Löwes Sonaten, Canzonen und Capriccen à 2 Instruments (1664) en de liederenalbums uit 1657 en 1665. De in 1658 verschenen suites Synfonien, Gagliarden, Arien, Balletten, Couranten, Sarabanden mit 3 oder 5 Instrumenten beginnen met een inleidende 'sinfonia', waarbij wordt aangesloten op de Italiaanse kamersonate.
Hieronder volgt een selectie van zijn werken:
- Zweyer gleichgesinnter Freunde Tugend- und Schertzlieder (1657), liedalbum
- Synfonien, Gagliarden, Arien, Balletten, Couranten, Sarabanden mit 3 oder 5 Instrumenten (1658)
- Neuen Geistlichen Concerte mit 1, 2, 3 Stimmen zu singen und 2 Violinen (1660), onvolledig overgeleverd
- Sonaten, Canzonen und Capriccen à 2 Instruments (1664)
- Salanische Musenlust (1665), liedalbum
- Einstimmige Arien mit 2-st. Ritornellen (1682)